# Cupedora sutilosa
Cupedora sutilosa är en snäckart som först beskrevs av Férussac 1839.  Cupedora sutilosa ingår i släktet Cupedora och familjen Camaenidae. IUCN kategoriserar arten globalt som nära hotad. Inga underarter finns listade i Catalogue of Life.